# Новая Шотландия (полуостров)
Но́вая Шотла́ндия (англ. Nova Scotia peninsula) — полуостров на юго-востоке Канады.

## География

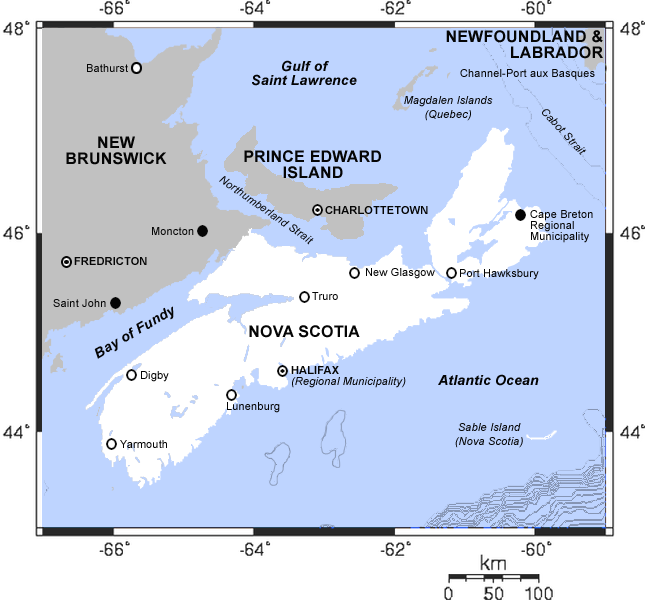
Карта Новой Шотландии

На территории полуострова Новая Шотландия находится большая часть одноимённой провинции Канады. Длина полуострова около 430 км, ширина 130 км. На востоке узкий пролив Кансо отделяет его от крупного острова Кейп-Бретон, на севере пролив Нортамберленд — от острова Принца Эдуарда. На юге и юго-востоке омывается водами Атлантического океана, на западе — водами залива Мэн, на северо-западе — водами залива Фанди. Полуостров связан с материком (провинция Нью-Брансуик) лишь узким перешейком Шигнекто на северо-западе.
На юге и юго-востоке полуострова берега сильно изрезаны и изобилуют, заливами, фиардами и бухтами. Заливы: Фанди, Майнас, Шигнекто, Сент-Джордж, Кантри (Country Harbour), Индиан (Indian Harbour), Мускуодобойт (Musquodoboit Harbour). Бухты: Аннаполис, Шедабакто, Маргаретс (Margarets Bay), Махоун (Mahone Bay), Медуэй (Medway Bay), Джордан (Jordan Bay), Сент-Мэрис, Кобекуид (Cobequid Bay). Общая длина береговой линии составляет 7579 км. В прибрежных водах разбросано 3809 мелких островов.
Реки: Аннаполис, Мерсей (Mersey River) и Медуэй (Medway River), Бивер, Мус, Шубенакади (Shubenacadie River) а также несколько тысяч мелких речушек и ручьёв.
Наибольшие озёра: Россиньол, Кеджимкуджик, Парадайз (Paradise Lake), Малгрейв (Mulgrave Lake).
Наиболее значительные города: Галифакс и Дартмут.
Крайние точки полуострова: на северо-востоке — мыс Джордж, на востоке — мыс Кансо, на юге — мыс Баккаро.

## Геология
Полуостров сложен породами палеозойской эры — гранитами, песчаниками, гнейсами. Основные полезные ископаемые: каменный уголь, каменная соль, бариты, гипс. Добывают также песок и гравий. На шельфе (близ острова Сейбл) обнаружены месторождения нефти и газа.

## Климат и рельеф
Климат мягкий (умеренный и влажный) — за год выпадает до 1200 мм осадков, но периодически полуостров испытывает влияние сильных восточных ветров и штормов. Поверхность полуострова представляет собой равнину с отдельными холмистыми грядами высотой до 275 метров, поросшими хвойными и широколиственными лесами.

## Охрана природы
На территории полуострова находится национальный парк Кеджимкуджик и несколько провинциальных парков: Кейп-Чигнекто, Арисаиг (англ. Arisaig Provincial Park), Бэйфилд-Бич (англ. Bayfield Beach Provincial Park), Бивер-Маунтин (англ. Beaver Mountain Provincial Park), Помкет-Бич (англ. Pomquet Beach Provincial Park), Кейп-Шигнекто. Природные заповедники: Тобеатик, Макгилл-Лейк, Клод-Лейк.

## Галерея

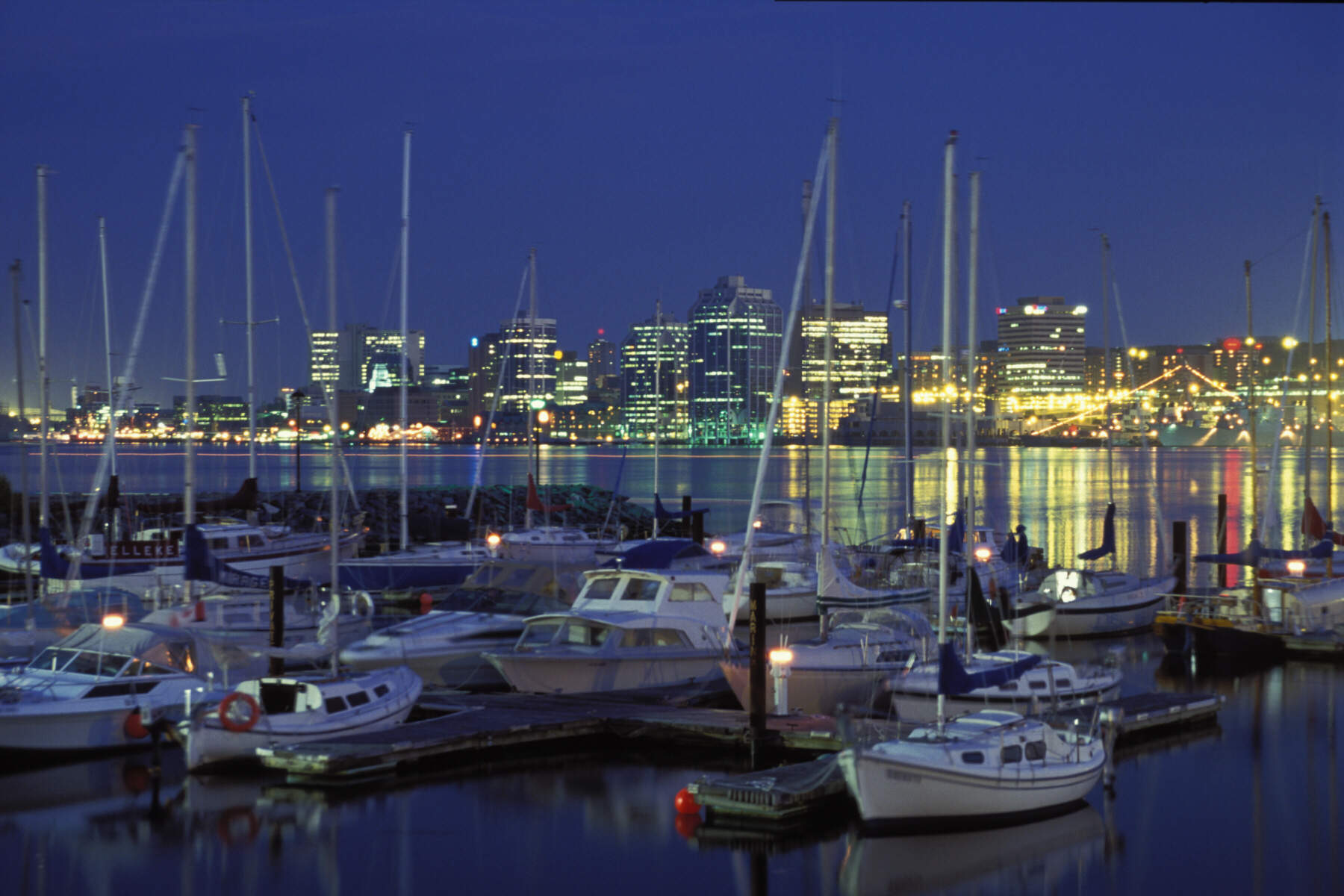
Галифакс, столица провинции Новая Шотландия
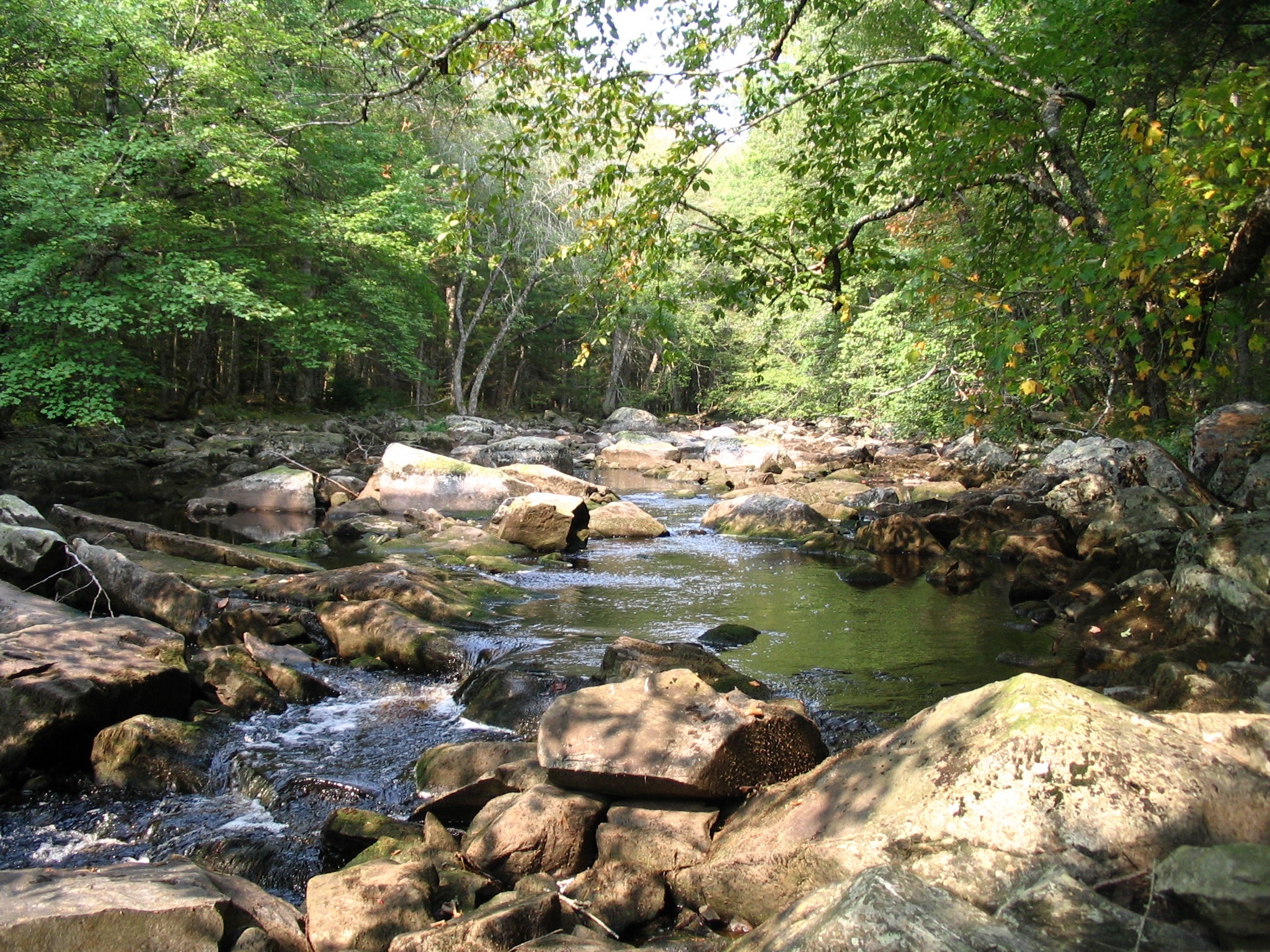
Река Литл-Ривер
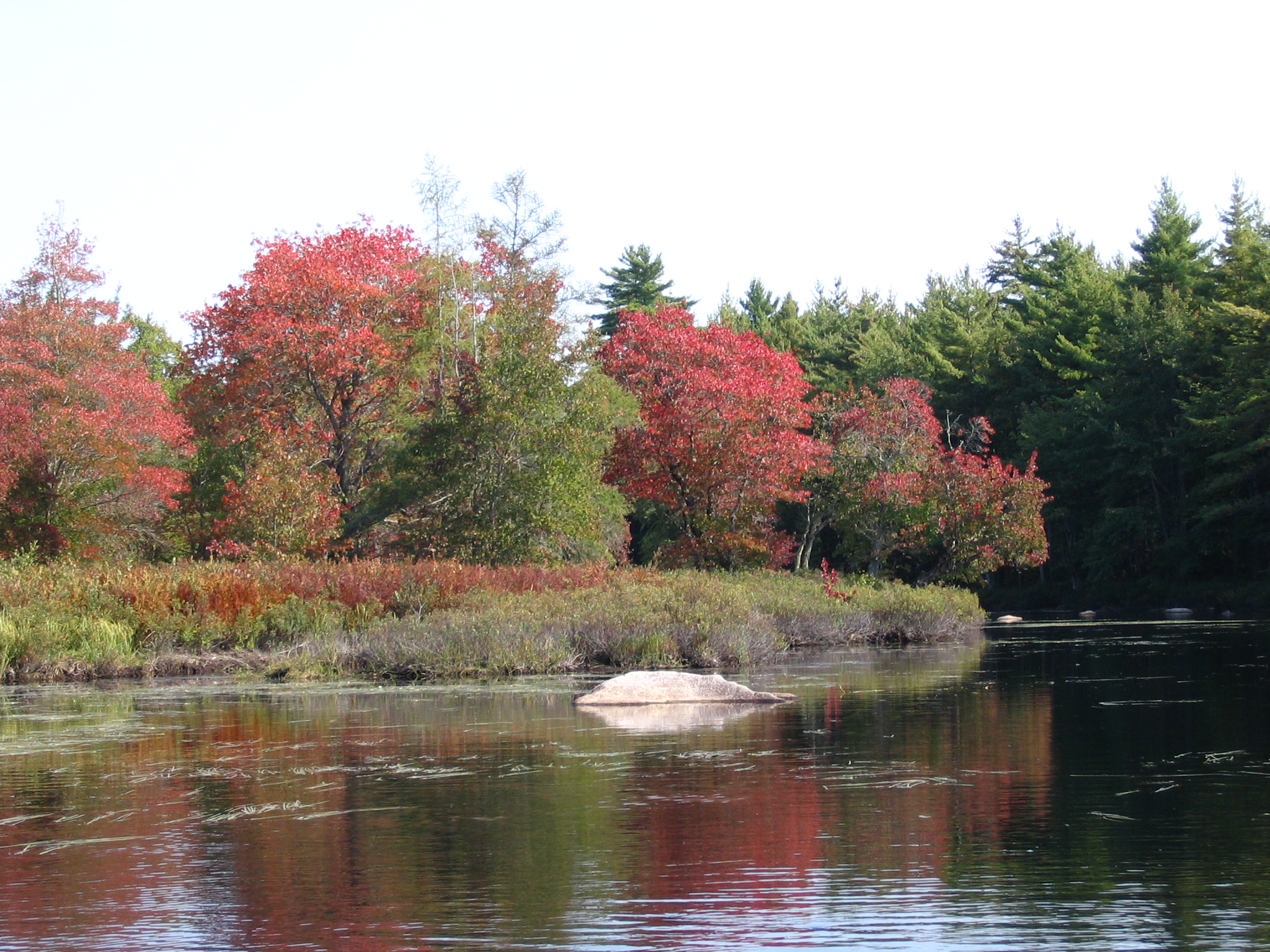
Осень в национальном парке Кеджимкуджик
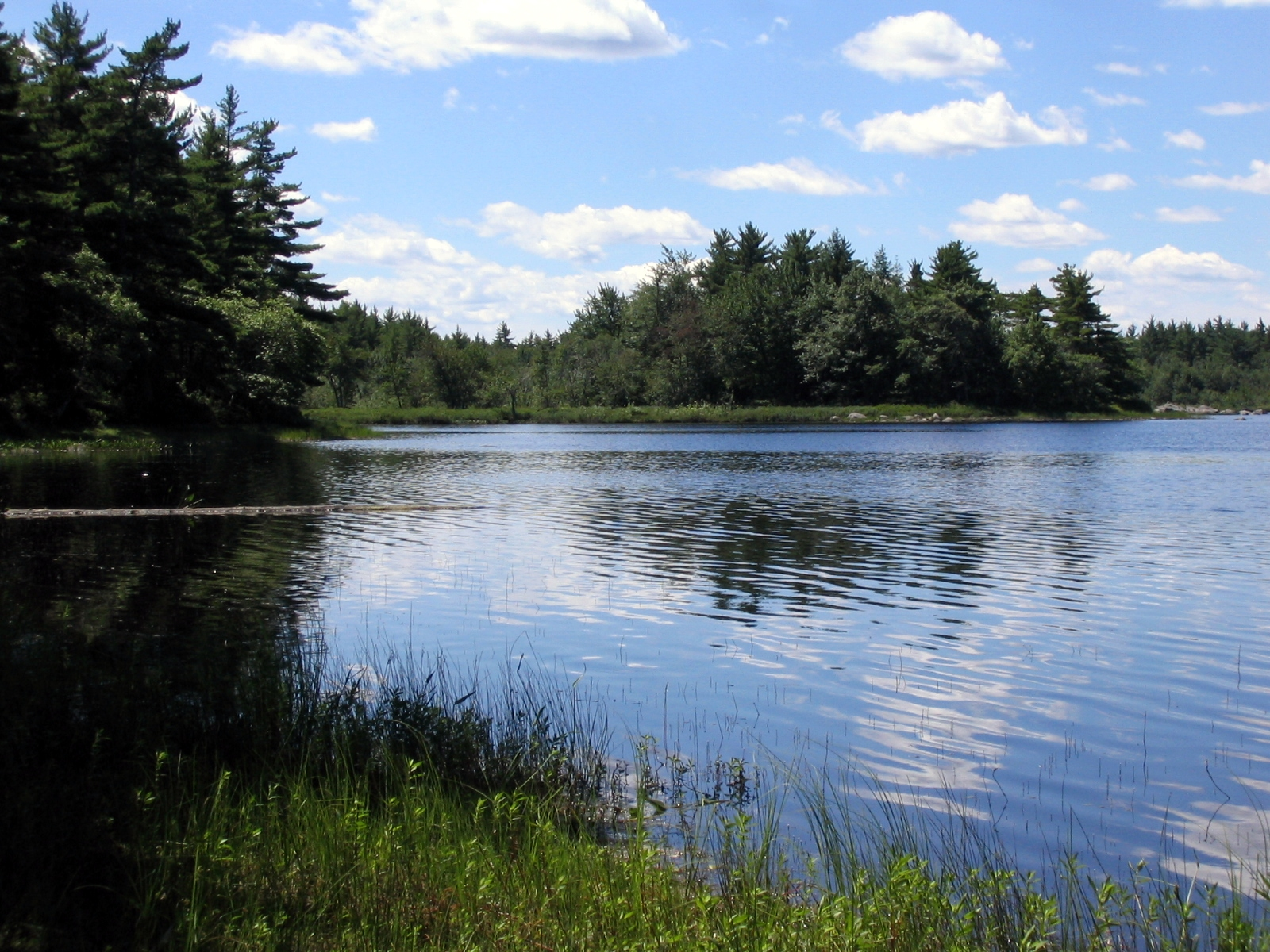
Озеро Кеджимкуджик